# Бунт на Добромир
Бунтът на Добромир (на гръцки: Δοβρόμηρος) е антиимперско брожение, избухнало в 1079 г. в Месемврия. Eдновременно с това в Средец избухва Бунтът на Лека.
За Добромир акад. Васил Златарски пише: „Едновременно (с Лека) друг, както изглежда, българинът, на име Добромир, който, неизвестно защо, се счита за последовател на богомилската ерес, бунтувал населението в Месемврия и областта и успял също така да завърже връзка със печенези и кумани за действия против императора.“
Няма категорични данни Добромир да е бил еретик, въпреки че в Несебър е имало много силна богомилска община. През 1079 г. Добромир, явно авторитетен в района човек или аристократ, вдига бунт в Месемврия, след като се свърза с друг бунтовник – павликянина Лека в Средец, вдигнал там т. нар. Бунт на Лека. Успоредно с това Добромир се свързва и с куманите, живеещи отвъд Дунава, и с печенегите, живеещи в Североизточна България, за да действат заедно. Българското население подкрепя начинанието. 
По време на бунтовете на Добромир и Лека през 1079 г. отрядите на печенеги и кумани навлизат чак до Адрианопол, а въстаниците са общо около 80 000, но зле въоръжени и неподготвени. Някой си Лъв Диаватин, човек на императора, постига мир с куманите и печенегите и успява да откаже гражданите на Месемврия от бунта. Очевидно е, че подготовката за въстание е била недостатъчна. Анна Комнина по повод бунта отбелязва, че „Лъв Диаватин успял да уреди тамошните проблеми“. Така движението е потушено от император Никифор III Вотаниат. Двамата водачи на размирието, преценявайки предстоящото си поражение, се явяват при императора и засвидетелстват своето разкаяние и покорност. Василевсът умиротворява положението, като им прощава и им дава високи чинове и богати дарове.